# Abd al-Haqq I
Abū Muḥammad ʿAbd al-Ḥaqq I ibn Miḥyū ibn Abī Bakr ibn Ḥamāma al-Marīnī (in arabo أبو محمد عبد الحق‎?; ... – 1217) è stato il fondatore della dinastia merinide nonché eponimo della stessa.
La dinastia merinide regnò sul Marocco dal 1248 al 1465, e per un breve periodo i Merinidi imposero il proprio predominio su tutto il Maghreb e su parte della Spagna islamica.

## Storia
Nel 1213 morì il califfo almohade Muhammad al-Nasir e gli succedette al trono il figlio Yūsuf II al-Mustanṣir che aveva soli 10 anni. Gli Almohadi inoltre, avevano da poco ricevuto una severa sconfitta contro i regni cristiani iberici nella battaglia di Las Navas de Tolosa del luglio 1212. I Banū Marīn (o Merinidi) approfittarono della situazione e attaccarono gli Almohadi, questi ultimi inviarono 10.000 uomini contro il merinide ʿAbd al-Ḥaqq. La battaglia ebbe luogo lungo la costa del Rif. Gli Almohadi vennero sconfitti.
Nel 1217 ʿAbd al-Ḥaqq I combatté e sconfisse nuovamente gli Almohadi, ma venne ferito a morte nella battaglia. Gli succedette il figlio Uthman ibn Abd al-Haqq.
Un altro figlio di ʿAbd al-Ḥaqq, Abu Yahya ibn Abd al-Haqq con l'ausilio di mercenari castigliani (Farfanes) riuscì a conquistare Fès nel 1248.
I suoi successori riuscirono a consolidare il potere della dinastia.